# La luna en el pozo
La luna en el pozo es una película de Argentina en blanco y negro dirigida por Carlos Torres Ríos según el guion de Armando Moock que se estrenó el 2 de diciembre de 1942 y que tuvo como protagonistas a Aída Alberti, Florén Delbene, Maruja Gil Quesada y Rufino Córdoba.

## Sinopsis
Un joven escritor encuentra un ambiente hostil al regresar a su pueblo.

## Reparto
- Aída Alberti
- Florén Delbene
- Maruja Gil Quesada
- Rufino Córdoba
- Elisardo Santalla
- Vicente Padula
- Susana Martres
- Angelina Pagano

## Comentarios
El Heraldo del Cinematografista encuentra en la película ”emociones primitivas, reacciones melodramáticas y pasajes cómicos de desmayada gracia” y la crónica de La Prensa dijo:

”El conflicto dramático se esfuma, el perfil de cada protagonista se desdibuja y queda en esencia una larga serie de conversaciones que ponen a prueba la constancia y la paciencia de los interlocutores.”